# Asterisk music*
『asterisk music*』（アスタリスク・ミュージック）は、yozuca*の5枚目のオリジナルアルバム。2012年7月18日にLantisから発売された。

## 概要
前作『stitch museum』から約2年2か月ぶりのリリースであり、2012年2作目の作品。18枚目のシングル「ボクは君のそばにいる」、19枚目のシングル「ダ・カーポIII 〜キミにささげる あいのマホウ〜」と新規曲が収録されている。ディスクジャケットのジャケットデザイン、楽曲イメージは全体的に『遊び心あるもの』になっている。
DVDが同梱されており、本作のリード曲である「asterisk music*〜今僕が伝えたいコト〜」のPVを収録している。なお、同PVにはAiRI、アツミサオリ、佐藤ひろ美、橋本みゆき、原田謙太、bamboo、飛蘭、mao、marble、美郷あき、YURIA、rino、lottaが出演している。2012年5月11日にYouTube、ニコニコ動画のLantis公式ちゃんねる『Lantisちゃんねる』から同PVのショートバージョンが配信された。
2012年7月13日に本作の全曲試聴動画がYouTube、ニコニコ動画のLantis公式ちゃんねる『Lantisちゃんねる』から配信された。
本作の発売を記念した発売記念ミニライブが2012年7月21日にShibuya O-nestで開催された。内容はミニライブ、握手会を行った。
2012年7月30日付のオリコン週間アルバムチャートで94位を獲得。初動売上は0.1万枚を記録した。また、同日付のBillboard JAPAN Top Albumsでは76位を獲得した。

## 批評
『CDジャーナル』は、「キュートかつポップなロックサウンド曲にイディオムを盛り込んだ作品。」と評した。

## 収録曲
1. 20110510 [4:22]
作詞・作曲：yozuca*、編曲：chokix
  - Xbox 360ゲーム『インスタントブレイン』エンディングテーマ
2. チュチュチュ♡ [3:54]
作詞・作曲：yozuca*、編曲：lotta
3. ハルウララ〜♪ [4:44]
作詞・作曲：yozuca*、編曲：chokix
  - テレビアニメ『花咲くいろは』松前皐月イメージソング
4. My wish = Only one [3:48]
作詞：yozuca*、作曲：俊龍、編曲：東タカゴー
  - パソコンゲーム『fortissimo//Akkord:Bsusvier』挿入歌
5. 桜並木の下で [3:45]
作詞・作曲：yozuca*、編曲：久米康隆
  - PSPゲーム『D.C.I&II P.S.P. 〜ダ・カーポI&II〜 プラスシチュエーション ポータブル』主題歌
6. キミ空カラフル [3:54]
作詞・作曲：yozuca*、編曲：lotta
  - PSPゲーム『Gift -prism-』エンディングテーマ
7. ダ・カーポIII 〜キミにささげる あいのマホウ〜 [5:04]
作詞・作曲：tororo、編曲：黒須克彦
  - パソコンゲーム『D.C.III 〜ダ・カーポIII〜』グランドオープニングテーマ
8. モラトリアム [5:45]
作詞・作曲：yozuca*、編曲：chokix
  - パソコンゲーム、OVA『T.P.さくら 〜タイムパラディンさくら〜』プロモーションソング
9. TURNING POINT [4:08]
作詞・作曲：yozuca*、編曲：東タカゴー
  - PSPゲーム『ジェネレーション オブ カオス6』オープニングテーマ
10. Proof of life [4:04]
作詞・作曲：yozuca*、編曲：lotta
  - PSPゲーム『ジェネレーション オブ カオス6』エンディングテーマ
11. バイバイ [4:00]
作詞・作曲：yozuca*、編曲：黒須克彦
12. ハッピー☆バースデー [3:41]
作詞・作曲：yozuca*、編曲：R・O・N
13. 5センチメンタル [3:58]
作詞・作曲：yozuca*、編曲：lotta
14. ボクは君のそばにいる [4:30]
作詞・作曲：yozuca*、編曲：chokix
  - パソコンゲーム、OVA『T.P.さくら 〜タイムパラディンさくら〜』エンディングテーマ
15. asterisk music*〜今僕が伝えたいコト〜 [4:42]
作詞・作曲：yozuca*、編曲：黒須克彦
自身のデビュー10周年の記念ソングであり、詞は「誰かに伝えたい大切な想い」をテーマに言葉を募集した[10][11][12]。

DVD
1. asterisk music*〜今僕が伝えたいコト〜（Music Clip）
出演：yozuca*、AiRI、アツミサオリ、佐藤ひろ美、橋本みゆき、原田謙太、bamboo、飛蘭、mao、marble、美郷あき、YURIA、rino、lotta